# Labuntsovita-Mg
La labuntsovita-Mg és un mineral de la classe dels silicats, que pertany al grup de la labuntsovita. Rep el nom pel seu contingut en magnesi i per la seva relació amb la labuntsovita-Mn.

## Característiques
La labuntsovita-Mg és un silicat de fórmula química Na₄K₄(Ba,K)₂Mg(Ti,Nb)₈(Si₄O₁₂)₄(O,OH)₈·10H₂O. Va ser aprovada com a espècie vàlida per l'Associació Mineralògica Internacional l'any 1998. Cristal·litza en el sistema monoclínic.
Segons la classificació de Nickel-Strunz, pertany a «09.CE - Ciclosilicats amb enllaços senzills de 4 [Si₄O₁₂]8- (vierer-Einfachringe), sense anions complexos aïllats» juntament amb els següents minerals: papagoïta, verplanckita, baotita, nagashimalita, taramel·lita, titantaramel·lita, barioortojoaquinita, byelorussita-(Ce), joaquinita-(Ce), ortojoaquinita-(Ce), estronciojoaquinita, estroncioortojoaquinita, ortojoaquinita-(La), labuntsovita-Mn, nenadkevichita, lemmleinita-K, korobitsynita, kuzmenkoïta-Mn, vuoriyarvita-K, tsepinita-Na, karupmøllerita-Ca, labuntsovita-Fe, lemmleinita-Ba, gjerdingenita-Fe, neskevaaraïta-Fe, tsepinita-K, paratsepinita-Ba, tsepinita-Ca, alsakharovita-Zn, gjerdingenita-Mn, lepkhenelmita-Zn, tsepinita-Sr, paratsepinita-Na, paralabuntsovita-Mg, gjerdingenita-Ca, gjerdingenita-Na, gutkovaïta-Mn, kuzmenkoïta-Zn, organovaïta-Mn, organovaïta-Zn, parakuzmenkoïta-Fe, burovaïta-Ca, komarovita i natrokomarovita.

## Formació i jaciments
Va ser descoberta a la mina Kovdor Zheleznyi, situada al massís de Kovdor (óblast de Múrmansk, Rússia). També ha estat descrita en altres indrets propers, tant al massís de Kovdor com al massís de Khibini. Aquests indrets són els únics de tot el planeta on ha estat descrita aquesta espècie mineral.